# لويل إتش هاريسون
لويل إتش هاريسون (بالإنجليزية: Lowell H. Harrison)‏ هو مؤرخ أمريكي، ولد في 23 أكتوبر 1922، وتوفي في 12 أكتوبر 2011.